# VTB United League 2020-21
La VTB United League 2020-21 es la decimotercera edición de la VTB United League, competición internacional de baloncesto creada con el objetivo de unir las ligas nacionales de los países del Este de Europa en una única competición. Es también la octava edición que funciona además como el primer nivel del baloncesto en Rusia a efectos de clasificación para competiciones europeas. Participan 13 equipos, los mismos que en la edición anterior. El campeón fue el CSKA Moscú, que lograba así su undécimo título.

## Equipos
Un total de trece equipos de cinco países compiten en la liga, nueve de Rusia, uno de Bielorrusia, uno de Estonia, uno de Kazajistán y uno de Polonia.
| Equipo             | Ciudad, país    | Pabellón                      | Capacidad |
| ------------------ | --------------- | ----------------------------- | --------- |
| Astana             | Astana          | Saryarka Velodrome            | 9,270     |
| Avtodor Saratov    | Saratov         | Kristall Ice Sports Palace    | 6,100     |
| CSKA Moscú         | Moscú           | Universal Sports Hall CSKA    | 5,500     |
| Enisey Krasnoyarsk | Krasnoyarsk     | Arena Sever                   | 4,000     |
| Kalev/Cramo        | Tallin          | Saku Suurhall Arena           | 7,000     |
| Khimki             | Khimki          | Basketball Center             | 6,000     |
| Lokomotiv Kuban    | Krasnodar       | Basket-Hall                   | 7,500     |
| Nizhny Novgorod    | Nizhni Nóvgorod | Trade Union Sport Palace      | 5,600     |
| Parma              | Perm            | Universal Sports Palace Molot | 7,000     |
| Tsmoki Minsk       | Minsk           | Minsk Arena                   | 15,000    |
| UNICS              | Kazán           | Basket Hall Arena             | 7,500     |
| Zenit              | San Petersburgo | Sibur Arena                   | 7,044     |
| Zielona Góra       | Zielona Góra    | CRS Hall Zielona Góra         | 6,080     |

## Temporada regular
|                                                     | Equipo             | J  | G  | P  | PF   | PC   | DP   |
| --------------------------------------------------- | ------------------ | -- | -- | -- | ---- | ---- | ---- |
| 1                                                   | Zenit              | 24 | 20 | 4  | 2010 | 1718 | 292  |
| 2                                                   | Lokomotiv Kuban    | 24 | 18 | 6  | 2138 | 1943 | 195  |
| 3                                                   | UNICS              | 24 | 18 | 6  | 1962 | 1794 | 168  |
| 4                                                   | CSKA Moscú         | 24 | 17 | 7  | 2219 | 1861 | 358  |
| 5                                                   | Nizhny Novgorod    | 24 | 14 | 10 | 1914 | 1921 | -7   |
| 6                                                   | Zielona Góra       | 24 | 13 | 11 | 2094 | 2075 | 19   |
| 7                                                   | Khimki             | 24 | 12 | 12 | 2028 | 1962 | 66   |
| 8                                                   | Parma              | 24 | 10 | 14 | 1878 | 1925 | -47  |
| 9                                                   | Avtodor Saratov    | 24 | 10 | 14 | 2019 | 2092 | -73  |
| 10                                                  | Kalev/Cramo        | 24 | 9  | 15 | 1821 | 1998 | -177 |
| 11                                                  | Enisey Krasnoyarsk | 24 | 6  | 18 | 1866 | 2093 | -227 |
| 12                                                  | Astana             | 24 | 6  | 18 | 1843 | 2101 | -258 |
| 13                                                  | Tsmoki Minsk       | 24 | 3  | 21 | 1747 | 2056 | -309 |
| Fuente: VTB United League; actualización automática |                    |    |    |    |      |      |      |

### Resultados
| Local \ Visitante      | AST    | AVT    | CSK   | ENI    | KAL     | KHI    | LOK    | NIZ   | PAR    | TSM    | UNI    | ZEN   | ZGA    |
| ---------------------- | ------ | ------ | ----- | ------ | ------- | ------ | ------ | ----- | ------ | ------ | ------ | ----- | ------ |
| Astana                 | —      | 83–92  | 60–93 | 60–78  | 61–77   |        | 86–82  | 69–79 | 80–84  |        |        | 70–77 |        |
| Avtodor                | 107–85 | —      | 82–98 | 85–79  | 87–61   | 85–82  | 89–85  | 93–99 | 70–93  | 113–66 | 97–110 | 62–89 | 90–91  |
| CSKA Moscú             |        | 100–66 | —     | 109–60 | 102–107 | 92–73  | 94–80  |       | 95–97  | 101–67 | 102–86 | 71–74 | 105–73 |
| Enisey                 | 77–76  |        | 80–91 | —      |         | 77–92  | 79–106 | 86–96 | 52–86  | 81–86  |        | 67–85 | 73–94  |
| Kalev/Cramo            | 85–92  | 85–77  | 72–94 | 75–86  | —       |        | 94–105 |       |        | 88–82  | 49–76  | 51–87 | 79–86  |
| Khimki                 | 88–89  |        | 86–78 |        | 92–74   | —      | 90–92  |       | 103–83 | 89–65  | 87–93  | 67–79 | 94–99  |
| Lokomotiv Kuban        | 90–84  | 104–89 |       | 100–98 | 20–0    | 91–102 | —      | 73–64 | 85–68  | 77–76  | 93–81  | 96–81 | 83–76  |
| Nizhny Novgorod        | 75–73  | 86–80  | 63–83 | 83–79  | 95–85   | 96–85  | 73–94  | —     | 88–73  | 78–57  | 66–91  |       | 100–93 |
| Parma                  | 83–84  |        | 61–95 | 67–84  | 80–72   | 69–72  | 84–81  |       | —      | 74–65  | 69–76  |       | 79–85  |
| Tsmoki Minsk           | 78–80  | 69–86  | 60–87 |        | 72–80   |        |        | 77–76 | 65–78  | —      | 66–76  | 73–99 | 75–80  |
| UNICS                  | 101–83 | 94–65  | 76–83 | 75–64  | 83–66   | 83–76  |        | 87–56 |        | 83–77  | —      | 59–58 | 65–64  |
| Zenit Saint Petersburg | 85–52  | 97–71  | 81–77 | 84–71  | 91–83   | 78–81  | 90–85  | 78–73 | 89–84  | 104–73 | 81–64  | —     | 83–74  |
| Zielona Góra           | 110–86 | 77–64  | 93–90 | 117–79 | 88–95   | 70–89  | 99–114 | 93–97 | 95–92  | 89–75  | 92–86  | 74–94 | —      |

## Playoffs
|  | Cuartos de final | Cuartos de final       | Cuartos de final |            |   | Semifinales            | Semifinales | Semifinales |  |   | Finales | Finales | Finales |  |
|  |                  |                        |                  |            |   |                        |             |             |  |   |         |         |         |  |
|  |                  |                        |                  |            |   |                        |             |             |  |   |         |         |         |  |
|  | 1                | Zenit Saint Petersburg | 2                |            |   |                        |             |             |  |   |         |         |         |  |
|  | 1                | Zenit Saint Petersburg | 2                |            |   |                        |             |             |  |   |         |         |         |  |
|  | 8                | Parma                  | 0                |            |   |                        |             |             |  |   |         |         |         |  |
|  | 8                | Parma                  | 0                |            | 1 | Zenit Saint Petersburg | 1           |             |  |   |         |         |         |  |
|  |                  |                        |                  |            | 1 | Zenit Saint Petersburg | 1           |             |  |   |         |         |         |  |
|  |                  |                        | 4                | CSKA Moscú | 3 |                        |             |             |  |   |         |         |         |  |
|  | 4                | CSKA Moscú             | 4                | CSKA Moscú | 3 | 2                      |             |             |  |   |         |         |         |  |
|  | 4                | CSKA Moscú             |                  |            |   |                        |             |             |  |   |         |         |         |  |
|  | 5                | Nizhny Novgorod        | 1                |            |   |                        |             |             |  |   |         |         |         |  |
|  | 5                | Nizhny Novgorod        | 1                |            |   |                        |             |             |  | 3 | UNICS   | 0       |         |  |
|  |                  |                        |                  |            |   |                        |             |             |  | 3 | UNICS   | 0       |         |  |
|  |                  |                        | 4                | CSKA Moscú | 2 |                        |             |             |  |   |         |         |         |  |
|  | 2                | Lokomotiv Kuban        | 4                | CSKA Moscú | 2 | 2                      |             |             |  |   |         |         |         |  |
|  | 2                | Lokomotiv Kuban        |                  |            |   |                        |             |             |  |   |         |         |         |  |
|  | 7                | Khimki                 | 0                |            |   |                        |             |             |  |   |         |         |         |  |
|  | 7                | Khimki                 | 0                |            | 2 | Lokomotiv Kuban        | 0           |             |  |   |         |         |         |  |
|  |                  |                        |                  |            | 2 | Lokomotiv Kuban        | 0           |             |  |   |         |         |         |  |
|  |                  |                        | 3                | UNICS      | 3 |                        |             |             |  |   |         |         |         |  |
|  | 3                | UNICS                  | 3                | UNICS      | 3 | 2                      |             |             |  |   |         |         |         |  |
|  | 3                | UNICS                  |                  |            |   |                        |             |             |  |   |         |         |         |  |
|  | 6                | Zielona Góra           | 0                |            |   |                        |             |             |  |   |         |         |         |  |
|  | 6                | Zielona Góra           | 0                |            |   |                        |             |             |  |   |         |         |         |  |
|  |                  |                        |                  |            |   |                        |             |             |  |   |         |         |         |  |

### Cuartos de final
| Equipo 1               | Series | Equipo 2        | 1.er partido | 2.º partido | 3.er partido |
| ---------------------- | ------ | --------------- | ------------ | ----------- | ------------ |
| Zenit Saint Petersburg | 2–0    | Parma           | 86–66        | 98–62       | –            |
| Lokomotiv Kuban        | 2–0    | Khimki          | 89–80        | 92–85       | –            |
| UNICS                  | 2–0    | Zielona Góra    | 87–60        | 90–79       | –            |
| CSKA Moscú             | 2–1    | Nizhny Novgorod | 84–59        | 72–76       | 79–75        |

### Semifinales
| Equipo 1               | Series | Equipo 2   | 1.er partido | 2.º partido | 3.er partido | 4.º partido | 5.º partido |
| ---------------------- | ------ | ---------- | ------------ | ----------- | ------------ | ----------- | ----------- |
| Zenit Saint Petersburg | 1–3    | CSKA Moscú | 73–78        | 107–104     | 82–96        | 71–85       | –           |
| Lokomotiv Kuban        | 0–3    | UNICS      | 87–98        | 69–79       | 70–74        | –           | –           |

### Finales
| Equipo 1 | Series | Equipo 2   | 1.er partido | 2.º partido | 3.er partido | 4.º partido | 5.º partido |
| -------- | ------ | ---------- | ------------ | ----------- | ------------ | ----------- | ----------- |
| UNICS    | 0–3    | CSKA Moscú | 77–85        | 57–76       | 89–81        | –           | –           |

## Galardones

### MVP del mes
| Mes                | Jugador            | Equipo                 | Ref.  |
| 2020               | 2020               | 2020                   | 2020  |
| ------------------ | ------------------ | ---------------------- | ----- |
| Septiembre/octubre | Billy Baron        | Zenit Saint Petersburg | [ 1 ] |
| Noviembre          | Alan Williams      | Lokomotiv Kuban        | [ 2 ] |
| Diciembre          | Gabriel Lundberg   | Zielona Góra           | [ 3 ] |
| 2021               |                    |                        |       |
| Enero              | Jamar Smith        | UNICS                  | [ 4 ] |
| Febrero            | Drew Gordon        | Lokomotiv Kuban        | [ 5 ] |
| Marzo              | Johannes Voigtmann | CSKA Moscú             | [ 6 ] |